# Tetramorium doriae
Tetramorium doriae är en myrart som beskrevs av Carlo Emery 1881. Tetramorium doriae ingår i släktet Tetramorium och familjen myror. Inga underarter finns listade i Catalogue of Life.